# 奥村和彦
奥村 和彦（おくむら かずひこ、1941年または1942年 - ）は、日本の地方公務員。岐阜県知事公室長、同副知事を歴任。瑞宝中綬章受章。

## 人物・経歴
岐阜県庁入庁、1997年 (平成9年) 4月 企画部長、1999年4月 知事公室長、2001年4月 同職を棚橋普と交代し岐阜県副知事就任。2003年4月 棚橋を後任として副知事辞職。後、県顧問、県観光連盟会長。

## 不祥事
2006年、1999年1～3月頃から県職員組合の口座に県の裏金が集約されていることが発覚した。当時、知事公室長だった奥村は森元恒雄副知事 (当時) から裏金処理を指示され、県職員組合管理口座への移し替えなどに関与した。発覚当時は県顧問の職にあったが責任を取る形で辞任した。

## 栄典
- 平成30年春の叙勲で瑞宝中綬章を受章[1]